# Leverhulme Trust
O Leverhulme Trust (Fundação Leverhulme) é uma organização privada britânica dedicada à educação e investigação científica fundada por William Hesketh Lever em 1925 e co-financiada pela Unilever.
William Hesketh Lever e o seu irmão James fundaram a Lever Brothers em 1885, uma pequena fábrica de sabão em Warrington, Inglaterra. O produto principal era o sabão Sunlight (“Luz do Sol”), fabricado com óleos vegetais. Em 1888, William pôs em prática os seus princípios “filantrópicos”, construindo uma aldeia para os operários numa zona de desenvolvimento recentemente adquirida, “Port Sunlight”. Com falta de óleo para a sua indústria, Lever visitou o Congo Belga em 1911, onde negociou com as autoridades coloniais para conseguir o produto, mesmo através da prática de trabalho forçado .
Em 1917, William Lever tornou-se “Barão Leverhulme” e, em 1922, Visconde Leverhulme, em honra de sua esposa, Elizabeth Hulme. O título extinguiu-se com a morte do 3º visconde, Philip William Bryce Lever, em 2000. Foi com este título que Lever criou a Fundação Leverhulme que, em 1960, decidiu financiar a Medalha Leverhulme da Real Sociedade de Londres.